# Mahle GmbH
Mahle GmbH és un fabricant alemany de peces d'automòbil amb seu a Stuttgart, Alemanya. És un dels proveïdors d'automoció més grans del món. Com a fabricant de components i sistemes per al motor de combustió, l'empresa és un dels tres proveïdors més grans del món per a sistemes de motor, filtració, electricitat, mecatrònica i gestió tèrmica. El 2018, les vendes de Mahle van superar els 12.500 milions d'euros.

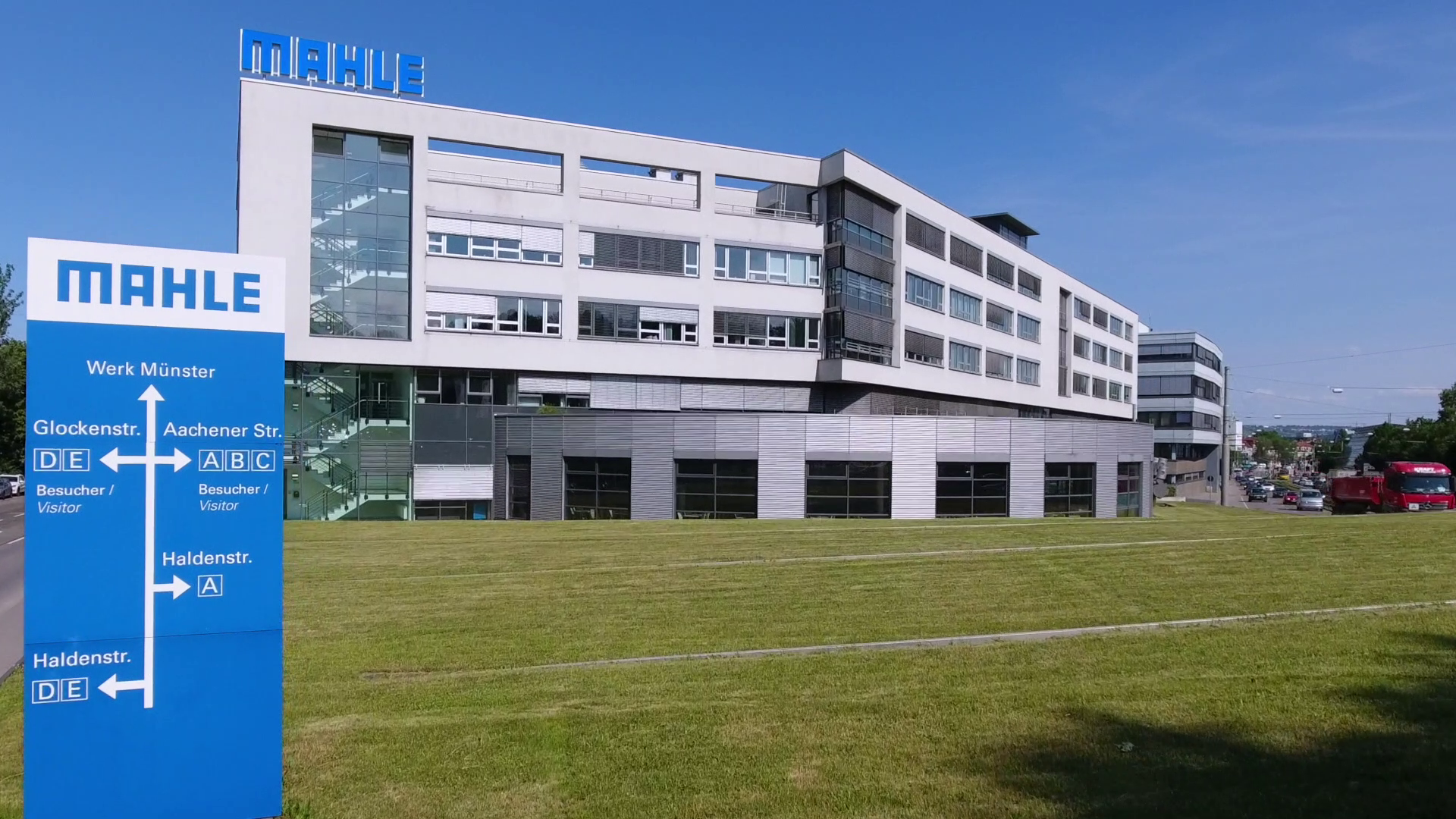
Seu de Mahle a Bad Cannstatt

L'any 2022, els seus aproximadament 72.000 empleats treballen en 152 plantes de producció i 12 grans centres d'investigació i desenvolupament a Alemanya, Gran Bretanya, Estats Units, Brasil, Japó, Xina, Índia, Polònia, Espanya i Eslovènia. A tot el món, més de 6.000 enginyers i tècnics de desenvolupament treballen com a socis dels clients de Mahle en nous productes i sistemes.

## Història

### Formació
El 1920, l'enginyer i pilot Hellmuth Hirth va establir un petit taller a Cannstadt amb altres, on va desenvolupar i construir un motor de dos temps. Hermann Mahle, de 26 anys, va començar a treballar a Hirth l'1 de desembre de 1920 com el seu setè empleat. Aleshores el taller es va anomenar Versuchsbau Hellmuth Hirth. L'1 de desembre de 1920 es reconeix com la data de naixement de l'actual Grup Mahle.
Aviat es va fer evident que el taller no sobreviuria només fent proves de motors, per la qual cosa va sorgir la necessitat de construir una línia de producció rendible per poder finançar les proves de motors en curs. En aquella època, els pistons dels motors d'automòbil eren generalment de ferro colat, però Versuchsbau Hellmuth Hirth va experimentar amb pistons d'aliatge lleuger.
Mahle s'ha convertit en un proveïdor de sistemes predominant per a components de sistemes de pistons, components de cilindres, sistemes de tren de vàlvules, sistemes de gestió d'aire i sistemes de gestió de líquids. El grup Mahle va generar vendes superiors als 5.200 milions d'euros el 2010 i més de 12.800 milions d'euros el 2017.

### Organització
A partir del 2022, Mahle GmbH consta de cinc unitats de negoci i quatre centres de beneficis.
Les cinc unitats de negoci són:
- Sistemes i components del motor: produeix pistons, cilindres i peces relacionades.

- Filtració i perifèrics del motor: produeix filtres, refrigeradors d'oli i bombes.
- Gestió tèrmica: produeix sistemes de refrigeració per a bateries i components del tren motriu dels cotxes elèctrics.
- Electrònica i mecatrònica: produeix accionaments elèctrics, actuadors i auxiliars, i productes d'electrònica de control i potència.
- Aftermarket: com el seu nom indica, produeix recanvis i accessoris per al mercat de recanvi d'automoció.